# مکتب دیکتاتورها
مکتب دیکتاتورها (به ایتالیایی: La scuola dei dittatori) عنوان ترجمه‌ای از کتاب اینیاتسیو سیلونه است. سیلونه این کتاب را در سال ۱۹۳۸ نوشت. برگردان این کتاب به فارسی به دست مهدی سحابی انجام شده‌است. 

## درباره کتاب
مکتب دیکتاتورها همزمان با نان و شراب نوشته شده‌است و همانند آن، نخستین بار به زبان آلمانی در زوریخ انتشار یافت. این کتاب ۲۴ سال بعد، یعنی در سال ۱۹۶۲، برای اولین بار به زبان ایتالیائی در این کشور منتشر شد و مانند آثار پیشین سیلونه به دست خودش مورد تجدید نظر کلی قرار گرفت. ترجمهٔ فارسی از متن نهایی کتاب، که در سال ۱۹۷۹ چاپ شد، انجام گرفته‌است.
کتاب داستان دو آمریکایی مشکوک و عجیب را تعریف می‌کند که برای یادگیری رموز دیکتاتور شدن به اروپا سفر کرده‌اند.